# Поляки-Майдановский сельский округ
Поляки-Майдановский се́льский о́круг — административно-территориальная единица на территории Сасовского района Рязанской области до 2004 г.
Административный центр — деревня Трудолюбовка.

## История
Законом Рязанской области от 07.10.2004 № 96-ОЗ на территории двух сельских округов — Поляки-Майдановского и Верхне-Никольского — было образовано одно муниципальное образование — Трудолюбовское сельское поселение с сохранением административного центра в деревне Трудолюбовка.

## Административное устройство
В состав Поляки-Майдановского сельского округа входили 6 населённых пунктов:
1. д. Трудолюбовка — административный центр
2. д. Красный Яр
3. д. Кузьминка
4. д. Новые Выселки
5. с. Поляки-Майданы
6. д. Таировка.

Территория современного сельского округа полностью совпадает с территорией сельского поселения.